# Masakra w Melitopolu
Masakra w Melitopolu – masowy mord na ludności żydowskiej dokonany przez funkcjonariuszy SS i policji niemieckiej w październiku 1941 roku, podczas II wojny światowej, w Melitopolu w Ukraińskiej SRR.
6 października 1941 roku Melitopol został zajęty przez wojska niemieckie. W ślad za oddziałami Wehrmachtu wkroczyli funkcjonariusze Sonderkommando 10a. Kilka dni później (źródła podają rozbieżne daty) ujęli oni niemal wszystkich Żydów, którzy pozostali w mieście. Następnie blisko 2 tys. mężczyzn, kobiet i dzieci rozstrzelano w masowej egzekucji na obrzeżach Melitopola.

## Preludium
Oddziały niemieckiej 11. Armii zajęły Melitopol 6 października 1941 roku. Niemal natychmiast do miasta wkroczyło Sonderkommando 10a (SK 10a). Był to jeden z pododdziałów Einsatzgruppe D – specjalnej grupy operacyjnej SD i policji bezpieczeństwa, której zadaniem była eksterminacja Żydów na obszarze Besarabii, południowej Ukrainy, Krymu i Kaukazu. Dowódcą SK 10a był SS-Obersturmbannführer Heinrich Seetzen.
Spośród około 85 tys. mieszkańców, którzy zamieszkiwali miasto i rejon przed atakiem Niemiec na ZSRR, ponad 50% zbiegło lub zostało ewakuowanych przez władze sowieckie. Przed wojną w Melitopolu zamieszkiwało około 6 tys. Żydów. Gdy Niemcy zajęli miasto, zastali w nim tylko 2 tys. osób tej narodowości. Udało im się także ująć zaledwie jednego spośród 500 funkcjonariuszy partii komunistycznej, którzy przed wojną pracowali w Melitopolu.
Wkrótce po rozpoczęciu okupacji zorganizowano kolaboracyjną policję pomocniczą.

## Przebieg
Na temat przebiegu oraz daty akcji eksterminacyjnej, której ofiarą padli Żydzi z Melitopola, źródła podają rozbieżne informacje:
- według Andreja Angricka funkcjonariusze SK 10a gruntownie przeszukali miasto, sprawdzając domy, fabryki oraz miejscową stację kolejową w poszukiwaniu Żydów. Zatrzymanym pozwolono zabrać niewielką ilość bagażu, po czym odprowadzono ich na punkt zborny – rzekomo w celu „przesiedlenia”. W rzeczywistości wszystkich wymordowano w czasie dwudniowej masakry, która miała miejsce w nieustalonym czasie między 8 a 13 października 1941 roku[5].
- według Jicchaka Arada 11 października 1941 roku Niemcy nakazali wszystkim przebywającym w mieście Żydom zgłosić się w wyznaczonym miejscu celem rzekomej rejestracji[b]. Tych, którzy posłuchali wezwania, wywieziono i zamordowano jeszcze tego samego dnia[4].
- autorzy Encyclopedia of Jewish life before and during the Holocaust podają, że 10 października 1941 roku Niemcy rozstrzelali 49 sowieckich jeńców wojennych, których zidentyfikowali jako Żydów. Następnego dnia miała natomiast mieć miejsce masakra Żydów z Melitopola i sąsiednich miejscowości[6].

Angrick i Arad zgodnie podają, że ofiary zostały zamordowane przez funkcjonariuszy SK 10a nad rowem przeciwpancernym na obrzeżach miasta, przy czym ten drugi dodaje, że egzekucja miała miejsce w pobliżu mostu nad Mołoczną. Obaj szacują również, że ofiarą masakry padło około 2 tys. mężczyzn, kobiet i dzieci. Autorzy Encyclopedia of Jewish life before and during the Holocaust podają, że zamordowano 3 tys. Żydów, przy czym wśród ofiar mieli być zarówno mieszkańcy Melitopola, jak i sąsiednich miejscowości. Jako miejsce egzekucji wskazują okolice wsi Woznesenka i Kostiantyniwka (obie położone nad Mołoczną, na wschód od miasta). W źródłach sowieckich liczbę zamordowanych szacowano natomiast znacznie wyżej, na około 6–7 tys.
Angrick wskazuje, że była to pierwsza z masakr dokonanych przez SK 10a, w której wymordowano całą żydowską społeczność zamieszkującą dane miasto. Alexander V. Prusin podaje, że obok członków SK 10a w masakrze uczestniczyli funkcjonariusze Ordnungspolizei.
Ostatnim aktem Zagłady Żydów w Melitopolu było wymordowanie Żydówek zamężnych z nie-Żydami. Ich egzekucja miała miejsce 9 października 1942 roku.

## Odpowiedzialność sprawców
Heinrich Seetzen został po upadku III Rzeszy aresztowany przez brytyjskie władze wojskowe. We wrześniu 1945 roku popełnił samobójstwo w obozie jenieckim w Hamburgu.
Georg Heinisch, w czasie okupacji pełniący funkcję komisarza okręgowego w Melitopolu, dostał się do sowieckiej niewoli. W 1946 roku był jednym z podsądnych w czasie procesu niemieckich zbrodniarzy wojennych w Kijowie. Zeznał wtedy, że w październiku 1942 roku wyraził zgodę na wymordowanie w swoim okręgu około 3 tys. dzieci pochodzących z małżeństw mieszanych. Został skazany na karę śmierci i stracony.

## Upamiętnienie
W sierpniu 2020 roku przy ul. Hetmańskiej w Melitopolu odsłonięto pomnik ku czci ofiar Holocaustu oraz „Sprawiedliwych wśród Narodów Świata”. Jego centralnym elementem jest rzeźba „Lament nad nienarodzonym” dłuta Ołeksandra Diaczenki.